# Fra (nakladatelství)
Fra (Éditions Fra, dříve také Agite/Fra) je české nakladatelství.
Nakladatelství Fra založili v roce 2001 překladatel Erik Lukavský a grafický designér Michal Rydval.

## Zaměření
Fra se zaměřuje na současnou světovou a českou poezii a prózu, a také překladovou esejistiku. Knihy vydává v edicích Česká poezie, Česká próza, Slovenská poezie, Světová poezie, Světová próza, Eseje, Vizuální teorie, Libri prohibiti, Novelas de Gavetas Franz Kafka, Film a divadlo, Pro Fra, Monografie a Autorské knihy.
S nakladatelstvím jsou spojení tuzemští autoři jako Petr Borkovec, Jana Šrámková, Ladislav Šerý, Ivana Myšková, Viola Fischerová, Jakub Řehák, Jonáš Hájek, Kateřina Rudčenková, Ondřej Lipár, Petr Král, překladatel Petr Zavadil nebo výtvarník Martin Kubát. Vychází zde překlady zahraničních tvůrců jako jsou Guy Viarre, Giuseppe Culicchia, Dorota Masłowska, Jerzy Pilch, Michal Witkowski, Jean-Claude Izzo, Yasmina Reza, Jean-Philippe Toussaint, Sylwia Chutnik, Roland Barthes, Vilém Flusser a další.

## Café Fra
K nakladatelství náleželo do roku 2023 také knihkupectví s kavárnou na pražských Vinohradech. Pod dramaturgickým vedením básníka Petra Borkovce se tu, zpravidla v úterý večer, konala autorská čtení a debaty. Jejich hosty byli autorky a autoři z Česka i ze zahraničí. Fra z večerů publikovala fotografické, zvukové a video záznamy.

## Ocenění
V roce 2020 získal Michal Rydval za vizuální styl publikací pro Éditions Fra nominaci na cenu Czech Grand Design v kategorii Grafický designér roku.
V soutěži Magnesia Litera 2021 bylo nakladatelství Fra oceněno v kategorii Litera za nakladatelský čin, a to za edice Česká poezie a Česká próza a pořady literárních čtení.